# لا هورکوئتا
لا هورکوئتا (به انگلیسی: La Horquetta) شهری در کشور ترینیداد و توباگو، استان توآپونا-پیارکو است که جمعیت آن در سرشماری سال ۲۰۰۵ میلادی ۱۲٫۷۳۴ نفر بوده‌است.